# Lista de aeroportos da Região Norte do Brasil por movimento
Lista decrescente dos Aeroportos mais movimentados da Região Norte do Brasil, por movimentação anual de passageiros. Os dados são da Infraero, Anac e Azul Linhas Aéreas.

## Movimentação de 2016
| Rank | Aeroporto                                          | Localidade      | Unidade federativa | Passageiros 2016 |
| ---- | -------------------------------------------------- | --------------- | ------------------ | ---------------- |
| 1    | Aeroporto Internacional de Belém                   | Belém           | Pará               | 3.282.513        |
| 2    | Aeroporto Internacional de Manaus                  | Manaus          | Amazonas           | 2.651.452        |
| 3    | Aeroporto Internacional de Porto Velho             | Porto Velho     | Rondônia           | 840.026          |
| 4    | Aeroporto Brigadeiro Lysias Rodrigues              | Palmas          | Tocantins          | 617.703          |
| 5    | Aeroporto Internacional de Macapá                  | Macapá          | Amapá              | 568.873          |
| 6    | Aeroporto Internacional de Santarém                | Santarém        | Pará               | 490.017          |
| 7    | Aeroporto Internacional de Rio Branco              | Rio Branco      | Acre               | 354.249          |
| 8    | Aeroporto de Marabá                                | Marabá          | Pará               | 317.636          |
| 9    | Aeroporto Internacional de Boa Vista               | Boa Vista       | Roraima            | 291.163          |
| 10   | Aeroporto de Altamira                              | Altamira        | Pará               | 174.296          |
| 11   | Aeroporto de Carajás                               | Parauapebas     | Pará               | 162.175          |
| 12   | Aeroporto Internacional de Cruzeiro do Sul         | Cruzeiro do Sul | Acre               | 80.081           |
| 13   | Aeroporto Internacional de Tabatinga               | Tabatinga       | Amazonas           | 69.388           |
| 14   | Aeroporto de Cacoal                                | Cacoal          | Rondônia           | 51.962           |
| 15   | Aeroporto Regional de Tefé                         | Tefé            | Amazonas           | 49.673           |
| 17   | Aeroporto de Ji-Paraná                             | Ji-Paraná       | Rondônia           | 36.033           |
| 18   | Aeroporto de Belém/Brigadeiro Protásio de Oliveira | Belém           | Pará               | 14.151           |
| 16   | Aeroporto de Araguaína                             | Araguaína       | Tocantins          | 47.486           |
| -    | Aeroporto de Vilhena                               | Vilhena         | Rondônia           | sem dados        |
| -    | Aeroporto de Itaituba                              | Itaituba        | Pará               | sem dados        |
| -    | Aeroporto Regional de Eirunepé                     | Eirunepé        | Amazonas           | sem dados        |